# Droppmetallfly
Droppmetallfly, Macdunnoughia confusa, är en fjärilsart som beskrevs av James Francis Stephens 1850. Droppmetallfly ingår i släktet Macdunnoughia och familjen nattflyn, Noctuidae. Arten är reproducerande och har livskraftiga (LC) populationer i både Sverige och i Finland. Inga underarter finns listade i Catalogue of Life.
Droppmetallfly har en vingbredd på mellan 36 och 42 millimeter. Dess larver lever på olika växter, bland annat kamomill, röllika och gråbo. Puppan är smutsvit och sitter på eller under näringsväxten. Arten flyger som tidigast från början av april men huvudsakligen från slutet av maj till och med oktober.

## Bildgalleri

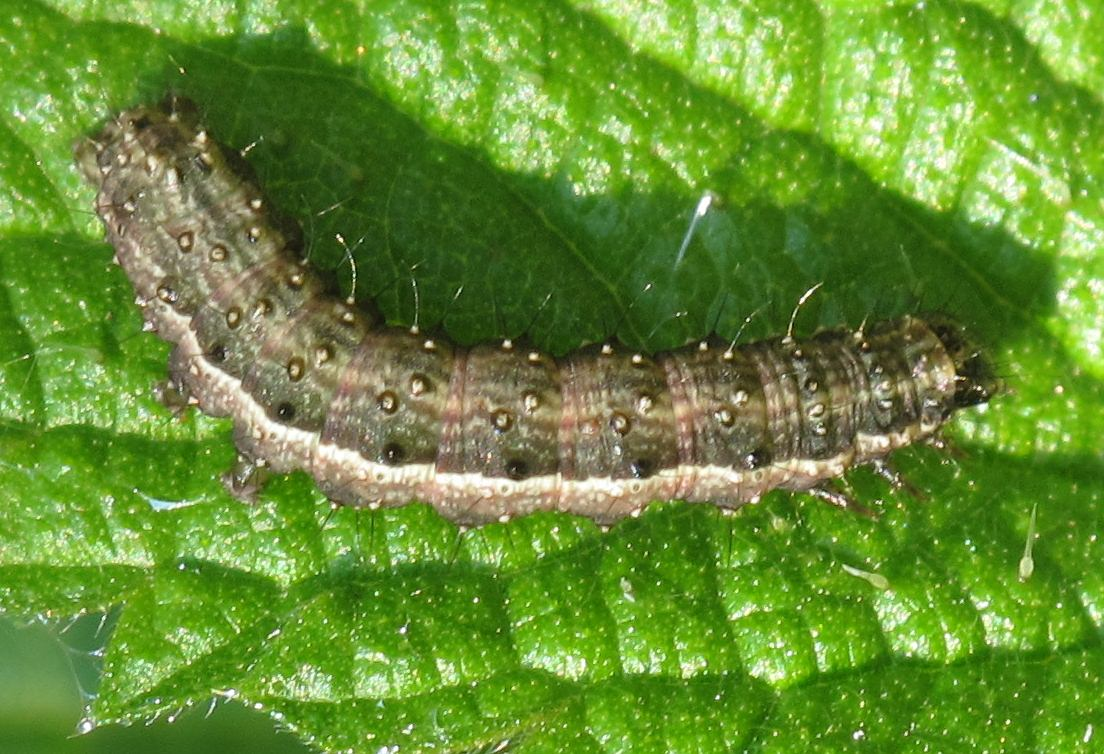
Fjärilens larv
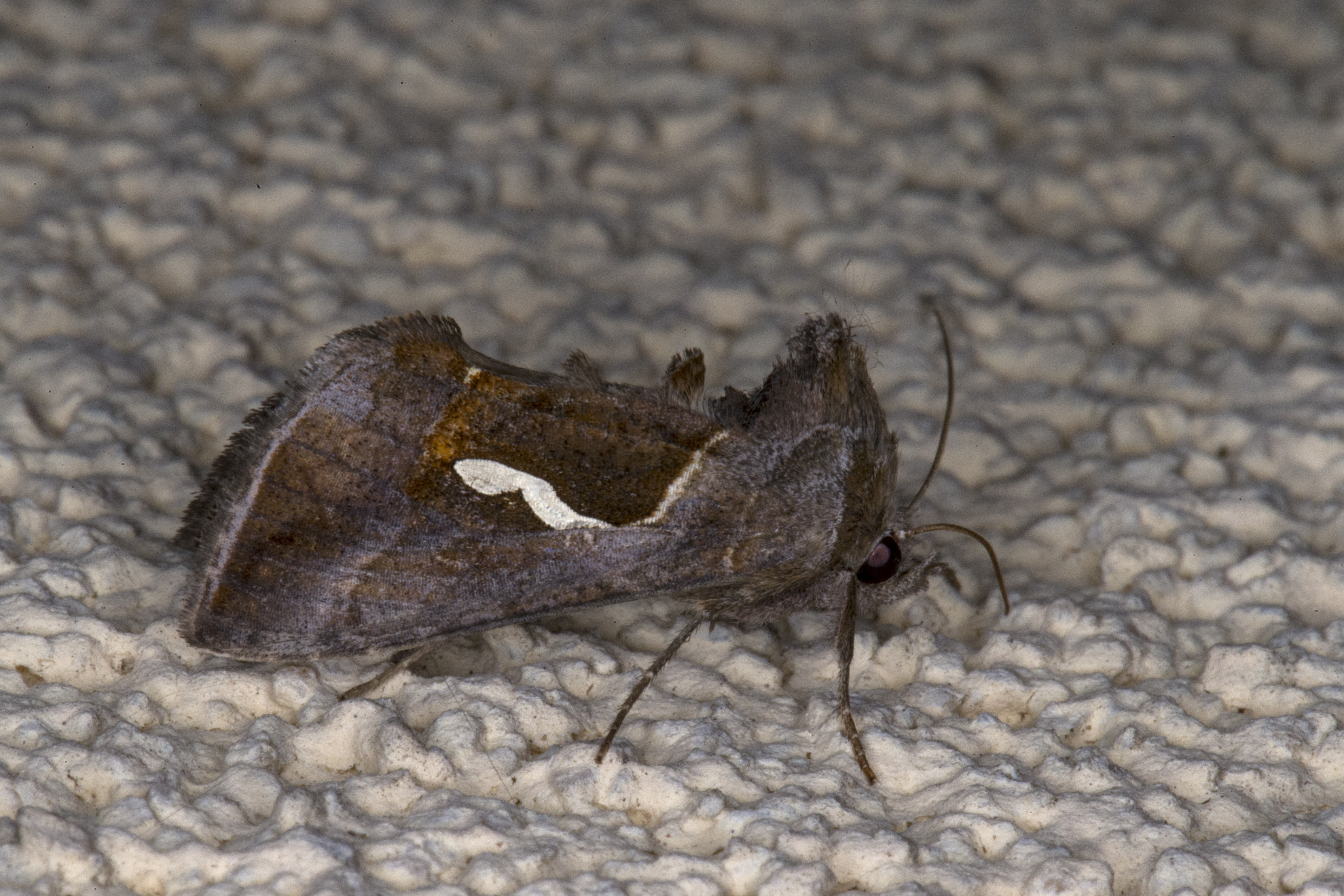
Imago fjäril
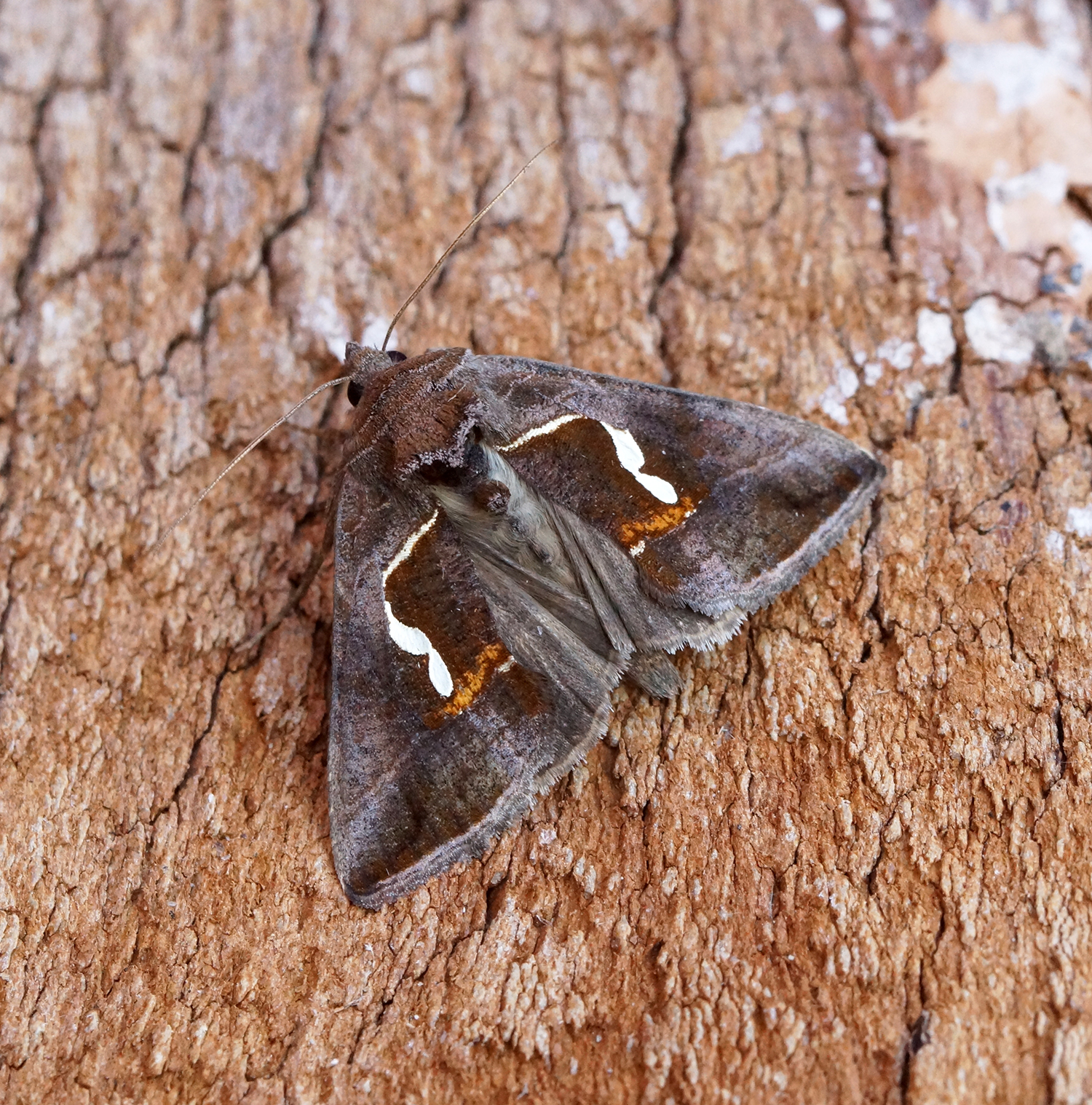
Imago fjäril
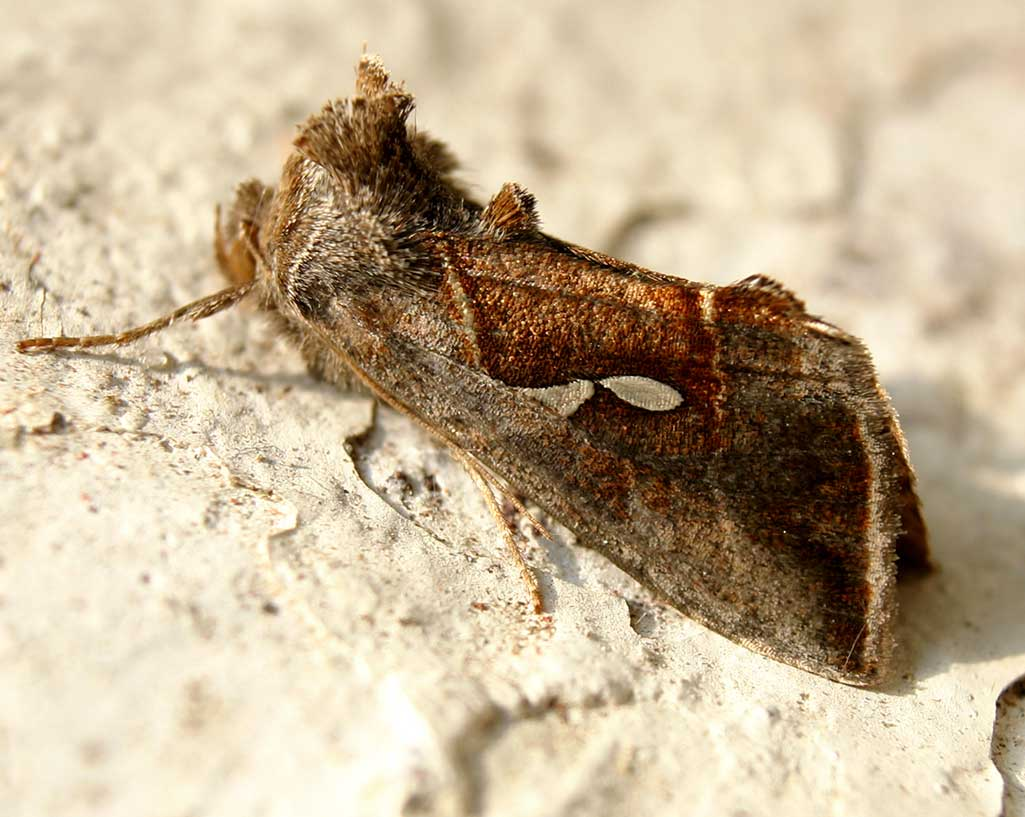
Imago fjäril
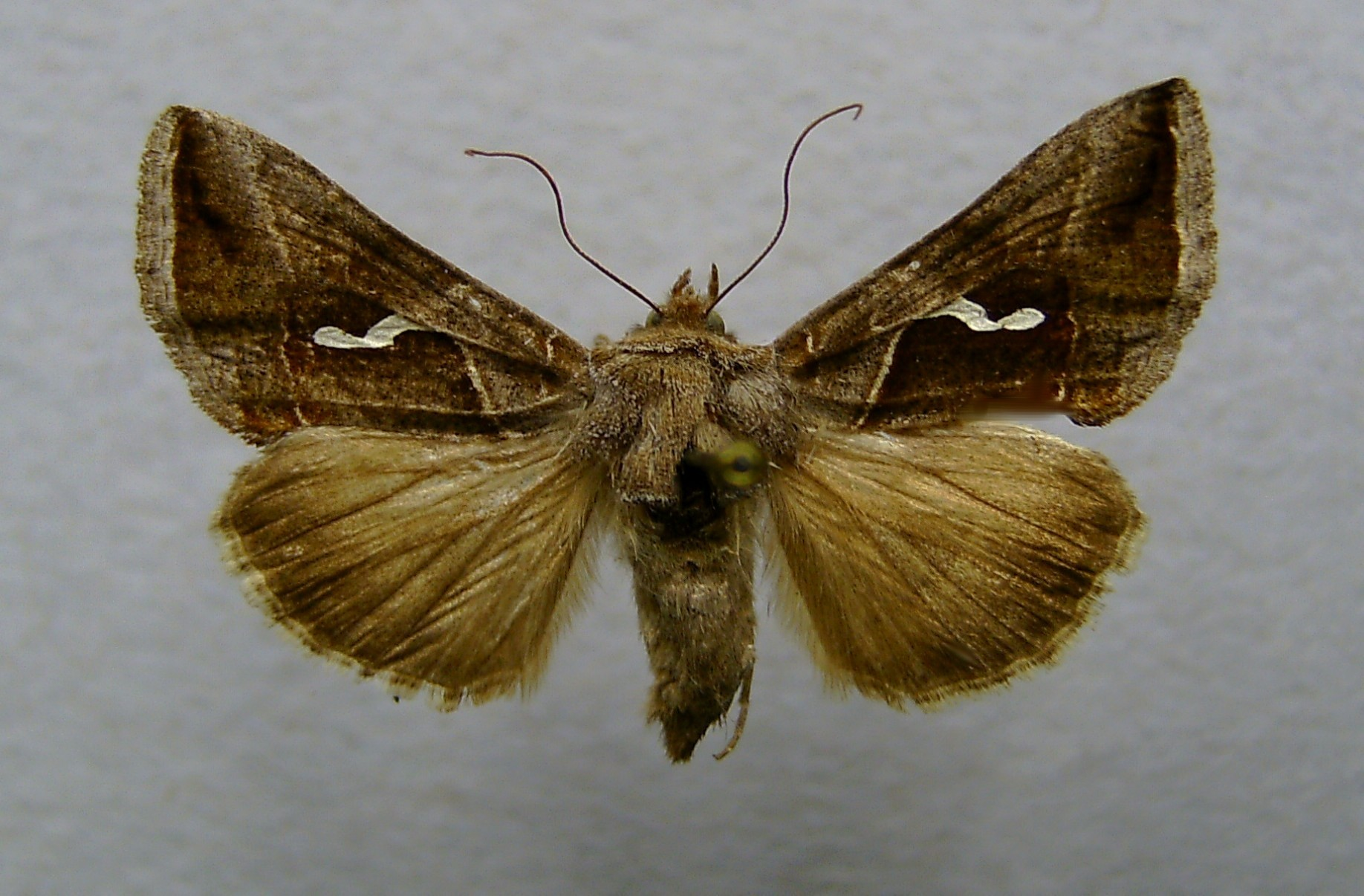
Preparerad (uppnålad) imago fjäril